# Österreichische Snooker-Meisterschaft
Die österreichische Snooker-Meisterschaft ist ein Wettbewerb zur Ermittlung des Landesmeisters in der Billardvariante Snooker in Österreich.

## Geschichte
1990 wurde der Österreichische Snooker- und Billiardsverband (ÖSBV) gegründet und im Jahr darauf gab es die erste österreichische Meisterschaft. Der erste Titel ging an Gerfried Kotzinger aus Wien. Spieler aus der Hauptstadt beherrschten die ersten beiden Jahrzehnte, nur 2007 gewann mit Felix Pleschek einmal ein Spieler aus der Steiermark. Rekordtitelträger aus dieser Zeit ist Hans Nirnberger, der zwischen 2000 und 2005 fünfmal Meister wurde. Von 2012 bis 2015 gewann der Tiroler Andreas Ploner dreimal, 2014 holte Paul Schopf den bislang einzigen Titel für Oberösterreich. Seit 2016 dominiert Florian Nüßle, der 2022 mit seinem sechsten Gewinn Nirnberger als Rekordsieger ablöste.
1992 wurde auch eine Damen-Meisterschaft eingeführt, die erste Titelträgerin Christine Miller ist mit sechs Siegen auch Rekordmeisterin. 1993 folgte dann die erste Juniorenmeisterschaft. Anfänglich gab es nur die Altersklasse der Unter-19-Jährigen, 2006 wurde sie aufgeteilt in U 16 und U 21. Als weitere Meisterschaften werden außerdem ein Masters- (seit 2005) und ein Doppelwettbewerb (seit 1995) ausgetragen. Seit 2008 trägt die allgemeine Klasse die Bezeichnung Österreichische Staatsmeisterschaften.

## Titelträger
| Jahr | Allgemeine Klasse                     | Allgemeine Klasse                     | Allgemeine Klasse                     | Allgemeine Klasse                          | Damen                                 | Senioren                              | U 18 (bis 2015: U16)                  | U 21 (bis 2005: U19)                  | Doppel                                 |
| Jahr | Sieger                                | Ergebnis                              | Finalist                              | Halbfinalisten A                           | Damen                                 | Senioren                              | U 18 (bis 2015: U16)                  | U 21 (bis 2005: U19)                  | Doppel                                 |
| ---- | ------------------------------------- | ------------------------------------- | ------------------------------------- | ------------------------------------------ | ------------------------------------- | ------------------------------------- | ------------------------------------- | ------------------------------------- | -------------------------------------- |
| 1991 | Gerfried Kotzinger                    | unbekannt                             | unbekannt                             | unbekannt                                  | nicht ausgetragen                     | nicht ausgetragen                     | nicht ausgetragen                     | nicht ausgetragen                     | nicht ausgetragen                      |
| 1992 | Robert Burda                          | 5:2                                   | Gerfried Kotzinger                    | Karl Berger Alexander Schlosser            | Christine Miller                      | nicht ausgetragen                     | nicht ausgetragen                     | nicht ausgetragen                     | nicht ausgetragen                      |
| 1993 | Thomas Müllner                        | unbekannt                             | unbekannt                             | unbekannt                                  | Christine Miller                      | nicht ausgetragen                     | nicht ausgetragen                     | Garry Balter                          | nicht ausgetragen                      |
| 1994 | Robert Burda                          | 5:3                                   | Bernhard Müllner                      | unbekannt                                  | Eva Spanl                             | nicht ausgetragen                     | nicht ausgetragen                     | Garry Balter                          | nicht ausgetragen                      |
| 1995 | Garry Balter                          | 4:0                                   | Felix Pleschek                        | unbekannt                                  | Christine Miller                      | nicht ausgetragen                     | nicht ausgetragen                     | Robert Bütof                          | Robert Burda Alexander Tröster         |
| 1996 | Robert Burda                          | 5:4                                   | Felix Pleschek                        | Bernhard Müllner Garry Balter              | Eva Humer                             | nicht ausgetragen                     | nicht ausgetragen                     | Garry Balter                          | Robert Burda Alexander Tröster         |
| 1997 | Robert Bütof                          | 5:4                                   | Robert Burda                          | Eddie Ku Alexander Tröster                 | Christine Miller                      | nicht ausgetragen                     | nicht ausgetragen                     | Roman Wiesinger                       | Robert Burda Alexander Tröster         |
| 1998 | Bernhard Müllner                      | 5:2                                   | Felix Pleschek                        | Robert Burda Garry Balter                  | Evi Hauer                             | nicht ausgetragen                     | nicht ausgetragen                     | Benjamin Schreck                      | Robert Burda Alexander Tröster         |
| 1999 | Garry Balter                          | 5:4                                   | Felix Pleschek                        | Alexander Pichler Christian Hochmayer      | Christine Miller                      | nicht ausgetragen                     | nicht ausgetragen                     | Sebastian Fizek                       | Michael Kreuziger Hans Nirnberger      |
| 2000 | Hans Nirnberger                       | 5:2                                   | Alexander Pichler                     | Clausdieter Franschitz Michael Kreuziger   | Christine Miller                      | nicht ausgetragen                     | nicht ausgetragen                     | Sebastian Fizek                       | Thomas Dostal Alexander Pichler        |
| 2001 | Robert Bütof                          | 5:3                                   | Hans Nirnberger                       | Christian Hochmayer Clausdieter Franschitz | Angelika Neyer                        | nicht ausgetragen                     | nicht ausgetragen                     | nicht ausgetragen                     | Clausdieter Franschitz Hans Nirnberger |
| 2002 | Hans Nirnberger                       | 5:1                                   | Chau Zi Kim                           | Clausdieter Franschitz unbekannt           | nicht ausgetragen                     | nicht ausgetragen                     | nicht ausgetragen                     | nicht ausgetragen                     | Stefan Kohlhofer Hans Nirnberger       |
| 2003 | Hans Nirnberger                       | 5:3                                   | Chau Zi Kim                           | Ebrahim Baghi Garry Balter                 | nicht ausgetragen                     | nicht ausgetragen                     | nicht ausgetragen                     | nicht ausgetragen                     | Christian Hochmayer Michael Kreuziger  |
| 2004 | Hans Nirnberger                       | 4:2                                   | Bernhard Müllner                      | Ebrahim Baghi Alexander Pichler            | nicht ausgetragen                     | nicht ausgetragen                     | nicht ausgetragen                     | nicht ausgetragen                     | Erhard Marhold Thomas Müllner          |
| 2005 | Hans Nirnberger                       | 5:3                                   | Alexander Pichler                     | unbekannt                                  | nicht ausgetragen                     | Ebrahim Baghi B                       | nicht ausgetragen                     | Paul Schopf                           | Garry Balter Chau Zi Kim               |
| 2006 | Bernhard Müllner                      | 5:3                                   | Hans Nirnberger                       | unbekannt                                  | Karin Wannemacher                     | Ebrahim Baghi                         | Manuel Urban                          | Paul Schopf                           | Sebastian Hainzl Robert Trinbacher     |
| 2007 | Felix Pleschek                        | 5:3                                   | Sebastian Hainzl                      | Alexander Trinkl Hans Nirnberger           | Karin Wannemacher                     | Ebrahim Baghi                         | Manuel Urban                          | Paul Schopf                           | Michael Kreuziger Hans Nirnberger      |
| 2008 | Chau Zi Kim                           | 4:2                                   | Alexander Pichler                     | Robert Bütof Garry Balter                  | Andrea Pihurik                        | Ebrahim Baghi                         | Manuel Urban                          | Alexander Gauss                       | Markus Sallaberger Paul Schopf         |
| 2009 | Sebastian Hainzl                      | 4:3                                   | Chau Zi Kim                           | Georg Schlager Hans Nirnberger             | Stephanie Doležal                     | Alexander Trinkl                      | Maximilian Pfleger                    | Manuel Urban                          | Chau Zi Kim Sebastian Hainzl           |
| 2010 | Chau Zi Kim                           | 4:0                                   | Hans Nirnberger                       | Alexander Stadler Sebastian Hainzl         | Žaklina Mühlhofer                     | Alexander Trinkl                      | Dominik Scherübl                      | Alexander Gauss                       | Chau Zi Kim Sebastian Hainzl           |
| 2011 | Alexander Gauss                       | 4:3                                   | Paul Schopf                           | Markus Sallaberger Dominik Scherübl        | nicht ausgetragen                     | Ebrahim Baghi                         | Markus Pfistermüller                  | Alexander Gauss                       | Maximilian Pfleger Andreas Ploner      |
| 2012 | Andreas Ploner                        | 4:1                                   | Paul Schopf                           | Alexander Gauss Chau Zi Kim                | Therese Weihs                         | Arno Wild                             | Markus Pfistermüller                  | Andreas Ploner                        | Markus Pfistermüller Maximilian Thürr  |
| 2013 | Andreas Ploner                        | 4:3                                   | Paul Schopf                           | Georg Schlager Markus Pfistermüller        | Doris Prasch                          | Ebrahim Baghi                         | Florian Nüßle                         | Andreas Ploner                        | Sebastian Hainzl Andreas Jurdak        |
| 2014 | Paul Schopf                           | 4:3                                   | Andreas Ploner                        | Sebastian Hainzl Garry Balter              | Therese Weihs                         | Bernhard Müllner                      | Florian Nüßle                         | Dominik Scherübl                      | nicht ausgetragen                      |
| 2015 | Andreas Ploner                        | 5:3                                   | Manuel Pomwenger                      | Sebastian Hainzl Dominik Scherübl          | Hanna Schneider                       | Bernhard Müllner                      | Florian Nüßle                         | Florian Nüßle                         | Markus Pfistermüller Maximilian Thürr  |
| 2016 | Florian Nüßle                         | 5:0                                   | Oskar Charlesworth                    | Thomas Janzso Elias Kapitany               | nicht ausgetragen                     | Bernhard Müllner                      | nicht ausgetragen                     | Florian Nüßle                         | Florian Nüßle Christian Stadler        |
| 2017 | Florian Nüßle                         | 5:2                                   | Andreas Ploner                        | Oskar Charlesworth Markus Pfistermüller    | nicht ausgetragen                     | Alexander Trinkl                      | nicht ausgetragen                     | Florian Nüßle                         | Elias Kapitany Philipp Koch            |
| 2018 | Florian Nüßle                         | 5:4                                   | Andreas Ploner                        | Mario Bodlos Manuel Pomwenger              | Stephanie Doležal                     | Christian Hochmayer                   | nicht ausgetragen                     | nicht ausgetragen                     | Severin Grösslinger Alexander Stadler  |
| 2019 | Florian Nüßle                         | 5:0                                   | Jérôme Liedtke                        | Thomas Janzso Philipp Koch                 | Jutta Braidt                          | Christian Hochmayer                   | nicht ausgetragen                     | Lukas Stötzer                         | nicht ausgetragen                      |
| 2020 | nicht ausgetragen (COVID-19-Pandemie) | nicht ausgetragen (COVID-19-Pandemie) | nicht ausgetragen (COVID-19-Pandemie) | nicht ausgetragen (COVID-19-Pandemie)      | nicht ausgetragen (COVID-19-Pandemie) | nicht ausgetragen (COVID-19-Pandemie) | nicht ausgetragen (COVID-19-Pandemie) | nicht ausgetragen (COVID-19-Pandemie) | nicht ausgetragen (COVID-19-Pandemie)  |
| 2021 | Florian Nüßle                         | 5:1                                   | Thomas Janzso                         | Clemens Kunkel Jérôme Liedtke              | nicht ausgetragen                     | Hans Nirnberger                       | Lukas Stötzer                         | Lukas Stötzer                         | nicht ausgetragen                      |
| 2022 | Florian Nüßle                         | 5:1                                   | Oskar Charlesworth                    | Thomas Janzso Mario Bodlos                 | Therese Weihs                         | Christian Hochmayer                   | Lukas Stötzer                         | Lukas Stötzer                         | Oskar Charlesworth Christian Hochmayer |
| 2023 | Florian Nüßle                         | 5:2                                   | Thomas Janzso                         | Paul Schopf Philipp Koch                   | Therese Weihs                         | Garry Balter                          | Lukas Stötzer                         | Lukas Stötzer                         | Thomas Janzso Jérôme Liedtke           |
| 2024 | Florian Nüßle                         | 5:0                                   | Lukas Stötzer                         | Emil Becker C Josef Elias Wimmer           | Stephanie Doležal                     | Hans Nirnberger                       | nicht ausgetragen                     | Lukas Stötzer                         | Thomas Janzso Jérôme Liedtke           |

## Rangliste der Männer
| Platz | Spieler            | Gold | Silber | Finalteilnahmen |
| ----- | ------------------ | ---- | ------ | --------------- |
| 1     | Florian Nüßle      | 8    | 0      | 8               |
| 2     | Hans Nirnberger    | 5    | 3      | 8               |
| 3     | Andreas Ploner     | 3    | 3      | 6               |
| 4     | Robert Burda       | 3    | 1      | 4               |
| 5     | Chau Zi Kim        | 2    | 3      | 5               |
| 6     | Bernhard Müllner   | 2    | 2      | 4               |
| 7     | Garry Balter       | 2    | 0      | 2               |
| 7     | Robert Bütof       | 2    | 0      | 2               |
| 9     | Felix Pleschek     | 1    | 4      | 5               |
| 10    | Paul Schopf        | 1    | 3      | 4               |
| 11    | Sebastian Hainzl   | 1    | 1      | 2               |
| 11    | Gerfried Kotzinger | 1    | 1      | 2               |
| 13    | Alexander Gauss    | 1    | 0      | 1               |
| 13    | Thomas Müllner     | 1    | 0      | 1               |
| 15    | Alexander Pichler  | 0    | 3      | 3               |
| 16    | Oskar Charlesworth | 0    | 2      | 2               |
| 16    | Thomas Janzso      | 0    | 2      | 2               |
| 18    | Jérôme Liedtke     | 0    | 1      | 1               |
| 18    | Manuel Pomwenger   | 0    | 1      | 1               |
| 18    | Lukas Stötzer      | 0    | 1      | 1               |